# Teratosphaeria brunneotingens
Teratosphaeria brunneotingens är en svampart som först beskrevs av Crous & Summerell, och fick sitt nu gällande namn av Crous & Summerell 2009. Teratosphaeria brunneotingens ingår i släktet Teratosphaeria och familjen Teratosphaeriaceae.   Inga underarter finns listade i Catalogue of Life.